# Pilinycultuur
De Pilinycultuur was een cultuur van de jongere bronstijd (1300 - 700 v.Chr.) die deel uitmaakte van het urnenveldencultuurcomplex. 
De cultuur vormde zich op basis van de Ottománycultuur met sterke invloeden van de grafheuvelculturen.
Ze grensde aan de stammen van de Gávacultuur en Lausitzcultuur, en bemiddelde in de handel tussen de zuidelijke, centrale en noordelijke regio's van Midden-Europa.

## Verspreiding
De cultuur besloeg het gebied van Zuidoost- en Midden- Slowakije en Noordoost-Hongarije aan de rivieren Ipeľ, Zagyva, Sajó, Hornád en Bodrog. In het oosten bereikte het de Tisza. In het noorden drong de Pilinycultuur door tot aan de Topľa, onder de hoofdkam van de Karpaten en in het Sądecka-bekken, en door het Hornád-dal naar Spiš tot aan het Tatra-gebergte.

## Cultuur
De mensen van de Pilinycultuur woonden in open nederzettingen, soms ook in grotten. Binnen de cultuur ontwikkelde zich een belangrijk centrum van bronsmetallurgie, gebaseerd op de koperafzettingen van het Slowaaks Ertsgebergte en de bergen van Noord-Hongarije.
De doden werden begraven op uitgestrekte vlakke begraafplaatsen waar urnencrematiegraven de boventoon voeren. Op de begraafplaatsen worden soms sporen gevonden van grafheuvels, stenen bestratingen, cirkels of steenkisten. Naast urnen waren er ook crematies zonder urnen. De grafgiften bestonden uit bronzen miniaturen van alledaagse gebruiksartikelen.
De keramische inventaris bestond uit vazen met conische of cilindrische hals met opengewerkte rand, voorzien van nokken aan de basis van de hals, versierd met knoppen, groeven of gegraveerde geometrische decoraties, vazen met brede bandgrepen, op de bocht of onder de buikplooi geplaatst, vazen met twee grote handvatten die de rand van het vat verbinden met de basis van de nek, eenorige bekers versierd met knoppen of verticale groeven, zeefschalen en draagbare aardewerken ovens.